# Stojsława
Stojsława, Stoisława, Tosława – staropolskie imię żeńskie, złożone z członu Stoj(i)- ("stać, stoję") oraz członu -sława ("sława").  Oznacza "ta, która ma stać się sławną". Męskie odpowiedniki: Stojsław, Stoisław, Stosław, Tosław. W źródłach polskich poświadczone w XV wieku (1439 rok).
Stojsława imieniny obchodzi: 22 lipca.